# Saint-Bonnet-de-Four
Saint-Bonnet-de-Four é uma comuna francesa na região administrativa de Auvérnia-Ródano-Alpes, no departamento Allier. Estende-se por uma área de 18,92 km². Em 2010 a comuna tinha 218 habitantes (densidade: 11,5 hab./km²).

## Património
- Igreja de St Bonnet-de-Four e o seu campanário Tors